# 布丽奇特·帕克
布丽奇特·帕克（英語：Bridget Parker，1939年1月5日—），英国女子马术运动员。她曾代表英国参加1972年夏季奥林匹克运动会马术比赛，获得团体三项赛金牌和个人三项赛第十名。